# Честин (крепост)
Честин (старобългарски език: Честинь), срещан още и като: Castrum Chestyn, Chezthyn, Cseztin, Cheznek, e средновековна българска крепост в Шумадия, част от моравската укрепителна система. 
Намира се над едноименното село Честин в община Книч, на 15 km югозападно от Крагуевац.